# Bonoua (Côte d'Ivoire)
Pour les articles homonymes, voir Bonoua.
Bonoua est une commune ivoirienne du département de Grand-Bassam, dans la région du Sud-Comoé, située au nord-est de Grand-Bassam.

## Histoire

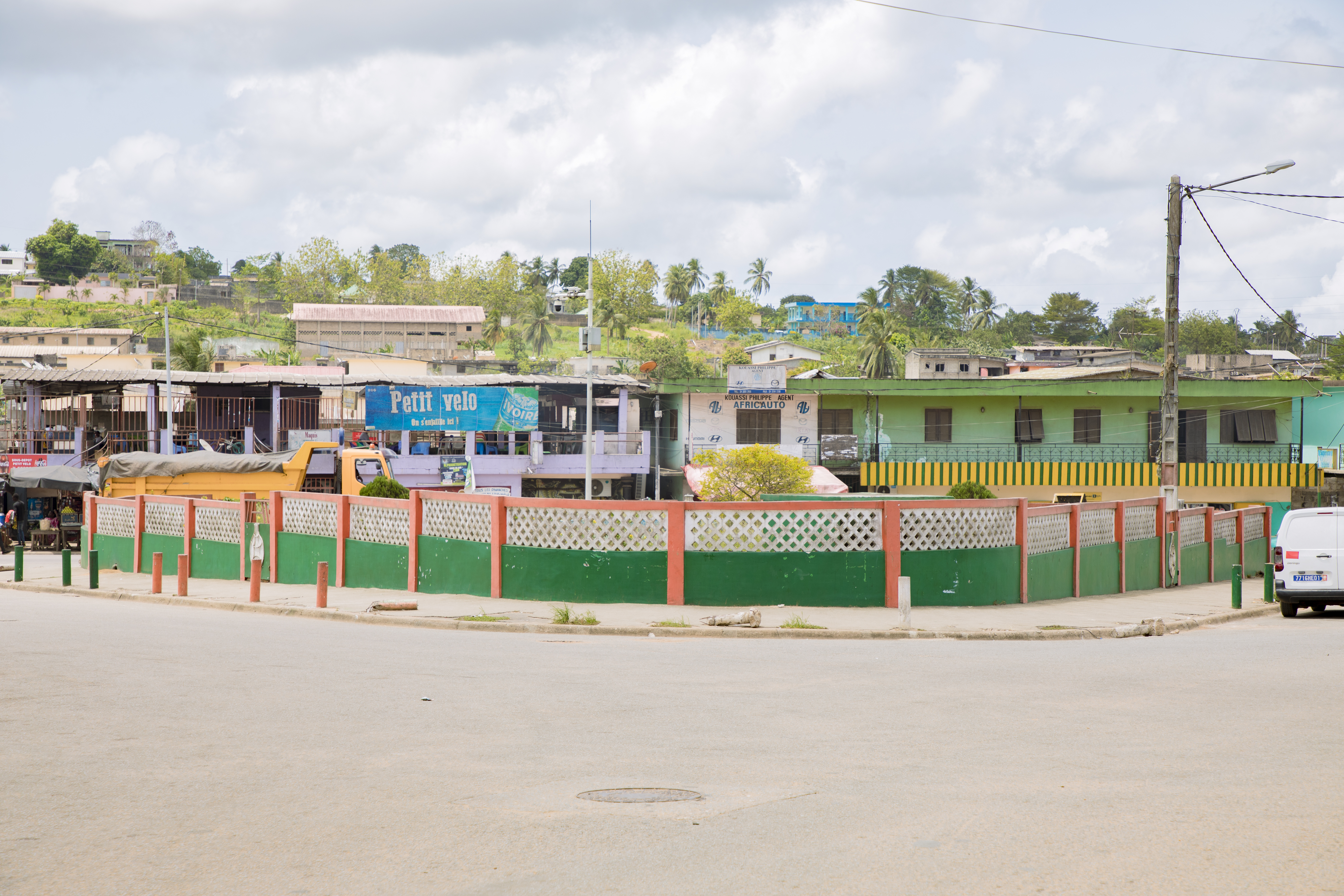
Le rond point au centre ville de Bonoua

Bonoua, ou « ɔbɔlʋɔn » en langue Abouré, est un mot qui signifie « à l'orée de la forêt ». Le peuple abouré, natif du Ghana, serait venu à la suite d'une guerre fratricide. Bonoua est la plus grande ville Abouré, à la fois par la superficie et par la population. Elle est habitée par les Éhivès, un sous-groupe du peuple Abouré.
Bonoua s'est fait connaître par ses nombreuses plantations d'ananas – malgré un sévère déclin de cette culture – ainsi que de palmiers et d'hévéa. L'une des traditions marquantes de cette ville est la célébration du Popo Carnaval, de réputation internationale (voir section ci-dessous).
Bonoua est aussi connue pour sa grande zone industrielle située à Samo, sur la route allant à Assinie, où est produite l'eau minérale Céleste. On y distingue des implantations de la Nouvelle Brasserie de Côte d'Ivoire et de la Continental Beverage Company.

## Géographie

### Localisation
La ville de Bonoua est située au sud-est de la Côte d'Ivoire. Elle appartient au district de la Comoé et à la région Sud-Comoé. Elle est irriguée par la Comoé et contient aussi la lagune Kodjoboué.
Elle est traversée par la route d'Aboisso (autoroute A 100) qui la lie à Grand Bassam, en direction du sud-ouest, et à Aboisso, vers le nord-est. Elle se situe également à environ 50 km à l’est d’Abidjan.

## Démographie

### Évolution démographique
| 1975   | 1988   | 1998   | 2010   | 2021    |
| ------ | ------ | ------ | ------ | ------- |
| 17 421 | 21 154 | 31 875 | 42 271 | 118 388 |

### Quartiers
Bonoua a pour quartiers périphériques Tchantchévè au nord-est, Samo à l'est, Kodjoboué au sud-est, Yaou au sud-ouest et Adihao à l'ouest.

## Politique et administration

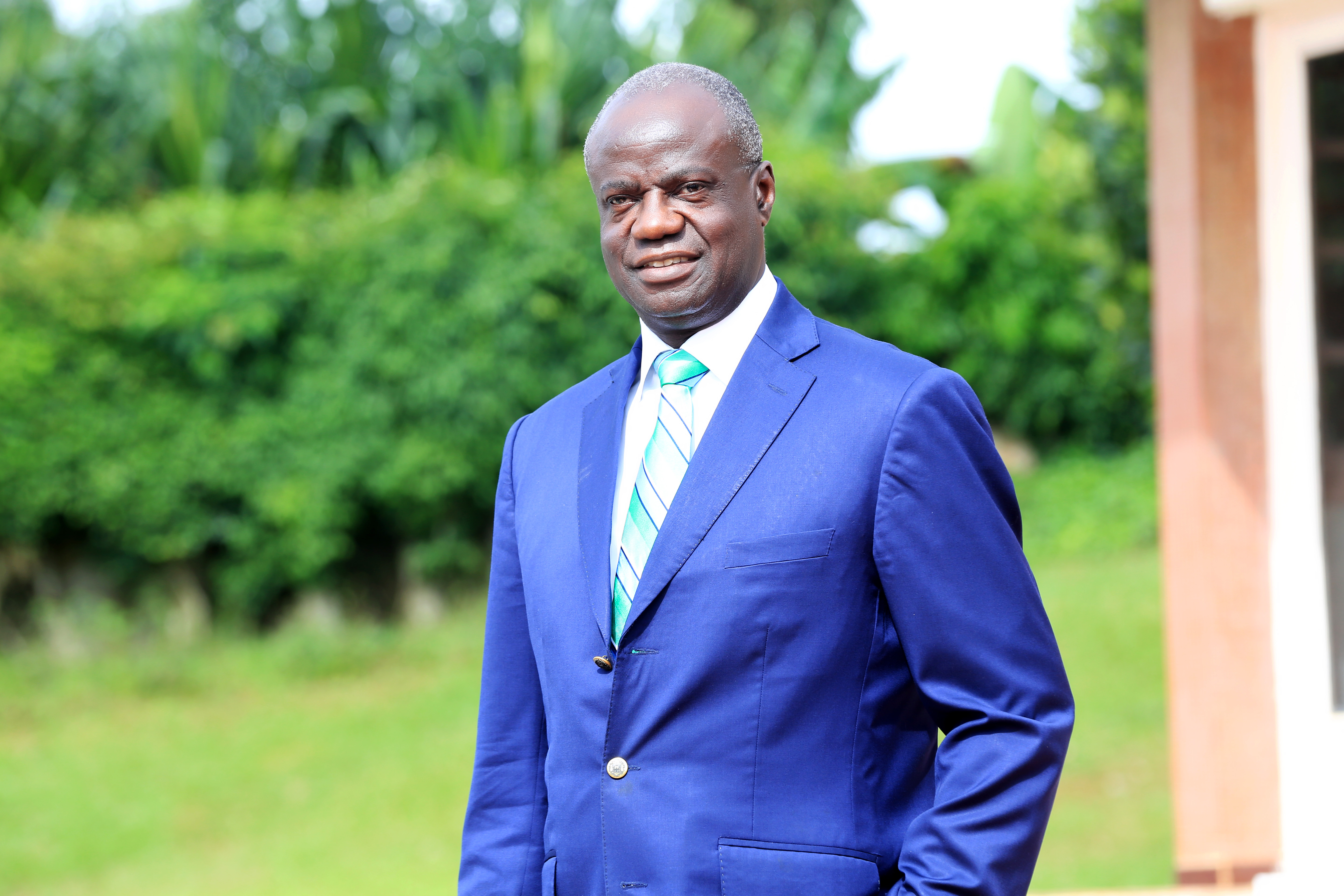
Jean Paul Amethier, maire de Bonoua

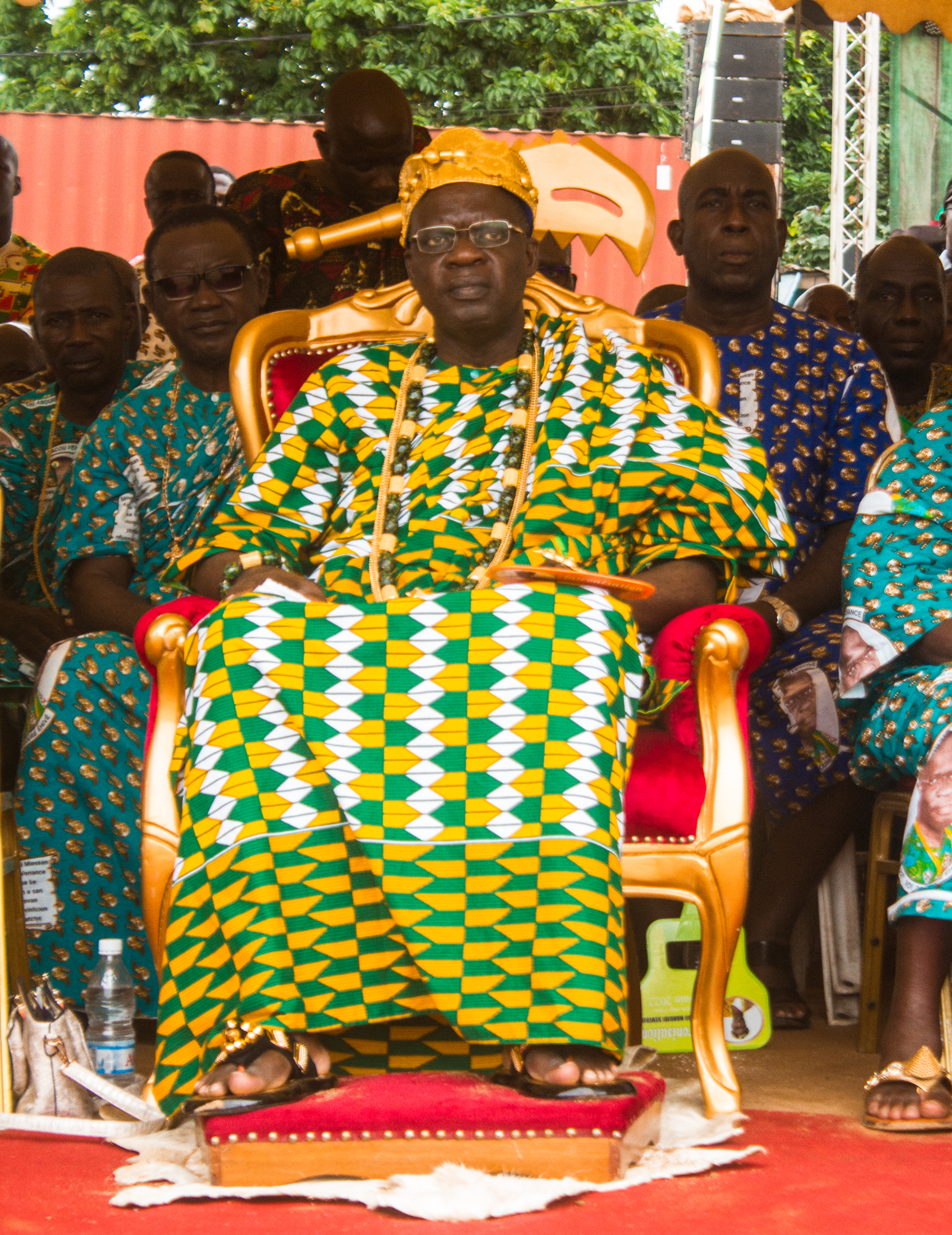
Nanan Miéssan Kacou Venance, Roi des Abouré Ehivet de Bonoua

Le maire de la commune est Jean Paul Amethier, candidat du PDCI-RDA réélu lors des élections municipales de 2023 avec 63,18 % des voix.

## Organisation sociale et  traditionnelle
L'organisation sociale et politique des Abourés de Bonoua repose sur trois institutions : l'institution royale, les familles claniques, les générations et classes d'âge.

### La royauté traditionnelle abouré
Bonoua est le siège de la cour royale abouré.
Cette monarchie coutumière est héréditaire en lignée matrilinéaire : la désignation du Roi des Abourés obéit à des critères de sélection fondés sur les naissances, l'intégrité morale et l'aptitude physique. En effet, le proposé au trône doit nécessairement appartenir au clan royal Ehivevle, jouir d'une bonne moralité et ne doit présenter aucun handicap physique et mental.
En tant que chef, le roi est garant de la tradition. Il lui revient de trancher les différends avec l'aide de ses notables.
Le 19 décembre 2019, Nanan Miézan Kacou Venance est intronisé en tant que 22e roi des Abouré Ehivè.
L'actuel monarque succède à Nanan Ahore Aka François, 21e roi régnant à Bonoua, intronisé le 1er avril 2000, décédé en 2012 et inhumé seulement deux ans plus tard, en décembre 2014. Auparavant, encore régnait Nanan Assiri Ossoun Maurice, décédé en 1998. Il était, avec Nanan Ayemou Elloh (1930-1939), l'un des deux rois intellectuels de Bonoua.

### Les familles claniques
Le clan est constitué par un ensemble de familles. Chaque famille est symbolisée par un siège autour duquel elle se réunit et s'organise. Il existe autant de sièges que de familles qui constituent l'ensemble des clans. Les Abourés sont composés de neuf clans qui, souvent, ont été dispersés à cause des guerres que ces sociétés ont connues.

### Les rois Ehivè (Bonoua-Adiaho)
1. Adjobi;
2. Ebièlè Kissi:
3. Angbeni (régent)
4. Ahouré;
5. Kacou Nogbou (fin XVIII");
6. N'Tayè Aka (1820-1873);
7. Djétouan Wata (1873-1880);
8. Ehui Nogbou (1880-1894);
9. Aboyè Django (1894-1909);
10. Oholi Wosso (régent);
11. Wosso Oholi ;
12. Aman N'Guessan;
13. Adouko Téké Adouko (régent);
14. Kouamin Owlan;
15. Ayemou Ello (1930-1939);
16. Anoh  Adouko (régent);
17. Kadjo Kadjo Michel;
18. Vanga Kredi (1939-1951);
19. Assémien Anoman Maurice(régent) (1951-1969);
20. Assiri Ossoun  Maurice (1969- 1998)[8];
21. Aka Ahouré (2000-2012)[9] ;
22. Miessan Kacou Venance ( Depuis le 19 décembre 2019)[10],[11].

### Les clans Abouré
Aujourd’hui, Bonoua est la seule localité à regrouper l’ensemble des clans abouré, répartis comme suit : Ehivevle (10 sièges), Adjekepoue (6 sièges), Oboun Ehive (5 sièges), Adevesse Ehive (5 sièges), Memle Ehive (4 sièges), Honlonvin (4 sièges), Ogbissi Ehive (3 sièges), ainsi que Koho et Moho, chacun disposant d’un siège.

### Les générations et classes d'âge

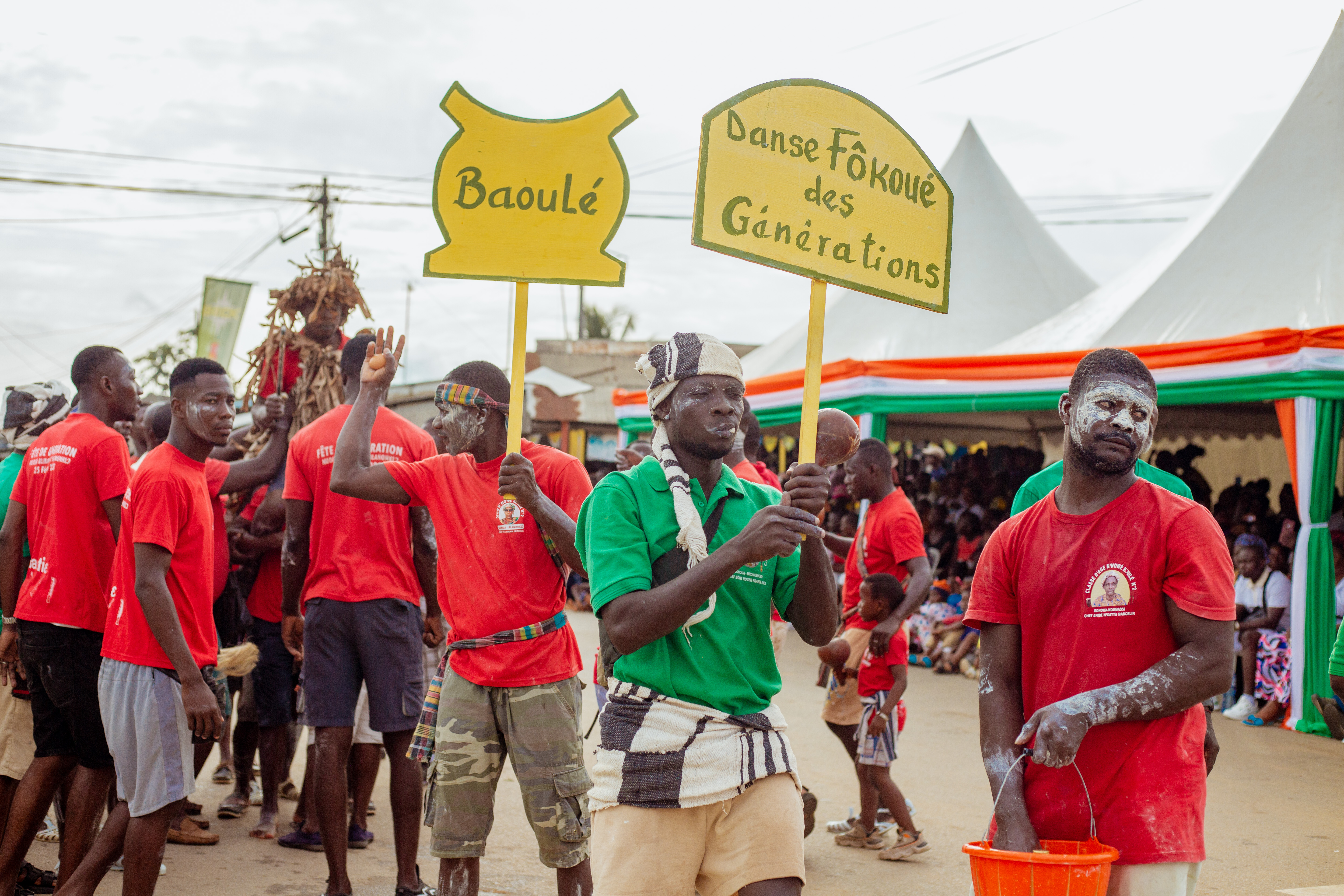
Danse Fôkwé des générations Abourés lors du défilé du popo Carnaval 2025

La génération est une promotion de classes d'âge. C'est l'ensemble des hommes ou des femmes qui ont été repartis en même temps, dans les classes d'âge et qui, de ce fait, ont reçu la même initiation.
La classe d'âge regroupe des individus appartenant à la même tranche d'âge, à l'intérieur d'une génération. Si, au sein des clans, les rapports sont hiérarchisés, dans les classes d'âge par contre, les membres sont tous égaux et se considèrent comme des camarades.
Le chef de génération est un véritable général de corps d'armée.
Il existe trois générations comprenant chacune quatre classes d'âge. Ce sont les générations M'ploussoué, Nnowé, Noudjou et les classes d'âge Attiblé, Bohoulé, Tchagba, Djamian :
- la génération Nnowé est celle des sages ;
- la génération Noudjou est celle qui exerce le pouvoir ;
- la génération M'ploussoué est celle qui apprend l'exercice du pouvoir.

Il faut signaler que chaque génération cède ses fonctions à la génération cadette selon son degré de maturité :
- la classe d'âge Attiblé : ses membres sont les plus âgés de la génération. De ce fait, ils sont les sages, les conseillers, les organisateurs de la société ;
- la classe d'âge Bohoulé : ce sont les cadets, les guerriers, les défenseurs du pays Abouré ;
- la classe d'âge Tchagba : les membres s'occupent du village, du social. Ils assurent la sécurité des vieux, des femmes et des enfants ;
- la classe d'âge Djamian : ce sont les benjamins. Ils sont les réservistes en temps de guerre.

Les fêtes de génération animent la vie locale,,.

## Culture locale et patrimoine

### Le Popo Carnaval de Bonoua

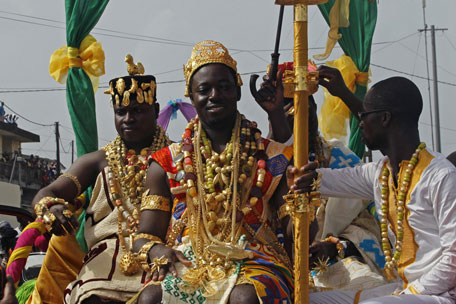
Défilé des jeunes Abourés au Popo Carnaval

Manifestation culturelle célébrée chaque année à Bonoua, le Popo Carnaval tire ses origines dans les modifications que les jeunes abouré de Bonoua apportèrent à la fête annuelle des ignames. Ainsi, en 1972, ils innovèrent en organisant le « Popo » (qui signifie « masque » en langue abouré). Cette tradition était, autrefois, un jeu instauré par les anciens dans le but d'effrayer les enfants dit têtus, par des masques qui datent d'il y a des siècles, mais cette tradition a aujourd'hui évolué en réunissant le plus grand nombre. Beaucoup plus tard, les jeunes gens devenus adultes baptisèrent la fête du nom de « Popo Carnaval », en y introduisant l’aspect moderne (carnaval) sous la forme d’un défilé de chars.
Depuis 1972, l’organisation de cette fête s’inscrit dans les mœurs des Abouré qui, chaque année, pendant la période de Pâques (avril), se retrouvent pour se réjouir dans une même liesse populaire.
Le « Popo Carnaval » qui commence un samedi, s’ouvre par une semaine commerciale accompagnée d’animations (match de football, représentations théâtrales, fanfare, danses folkloriques, etc.), suivies d’un défilé d’hommes masqués, ponctué de danses et de scènes burlesques.
La matinée du dimanche est consacrée au culte ancestral et aux réunions familiales. L’après-midi commence par un défilé au cours duquel ont lieu des manifestations coutumières du pays Abouré (présentation de filles pubères, accompagnement d’une épouse chez son mari, cérémonie de naissance, etc.). Il se poursuit enfin par des défilés de majorettes, de chars magnifiquement décorés et de danses folkloriques sur la grande place dite place du « Popo ». Le carnaval prend fin par un grand bal masqué.

### Infrastructures et patrimoine

#### Centre du culte marial

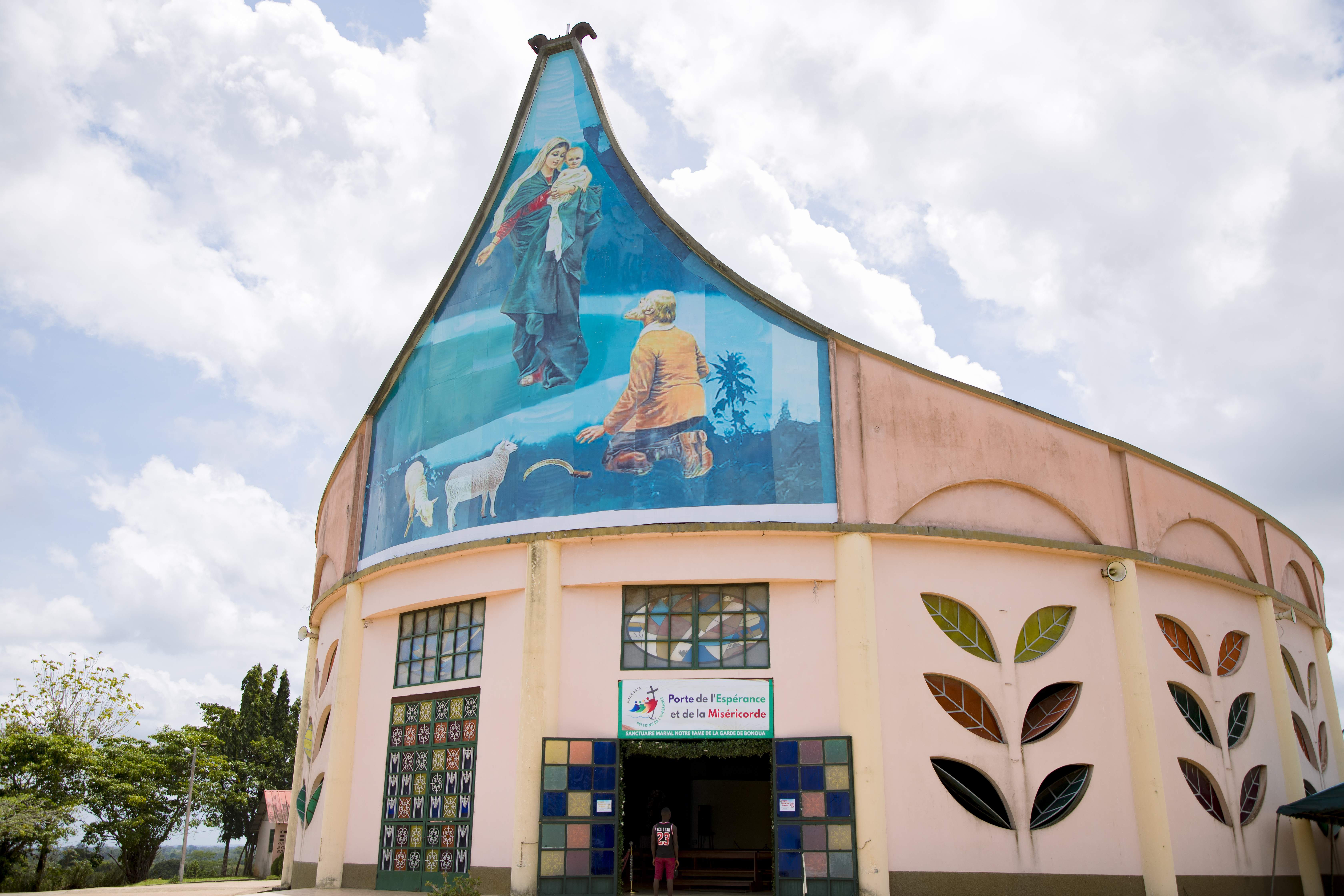
sanctuaire notre dame de la garde de bonoua

L'église catholique Notre-Dame-de-la-Garde de Bonoua, centre de pèlerinage marial rattaché au diocèse de Grand-Bassam, a été construite en 2002 par la Congrégation des fils de la Divine providence de Don Orione. Elle a le statut de grand sanctuaire marial national, au même rang que Notre-Dame d’Afrique Mère-de-Toutes-Grâces d’Abidjan-Attécoubé, Notre-Dame de la Délivrance d’Issia dans le diocèse de Daloa, la Divine Miséricorde de Raviart dans le diocèse de Yamoussoukro.

#### Établissements scolaires
La ville de Bonoua compte plusieurs établissements secondaires publics et privés, parmi lesquels le Lycée moderne de Bonoua 1 et le Lycée municipal de Bonoua 2 pour l’enseignement public, ainsi que des collèges et groupes scolaires privés tels que le Collège Sainte-Rita, le Collège Christ-Roi, le Collège Éhivet, le Groupe scolaire Emmanuel, le Groupe scolaire Israël, le Groupe scolaire Marie-Ecarée, le Groupe scolaire Éléphant de Yaou et le Groupe scolaire Jésus-Marie, contribuant ainsi à l’offre éducative de la région.

#### Parc M'ploussoué

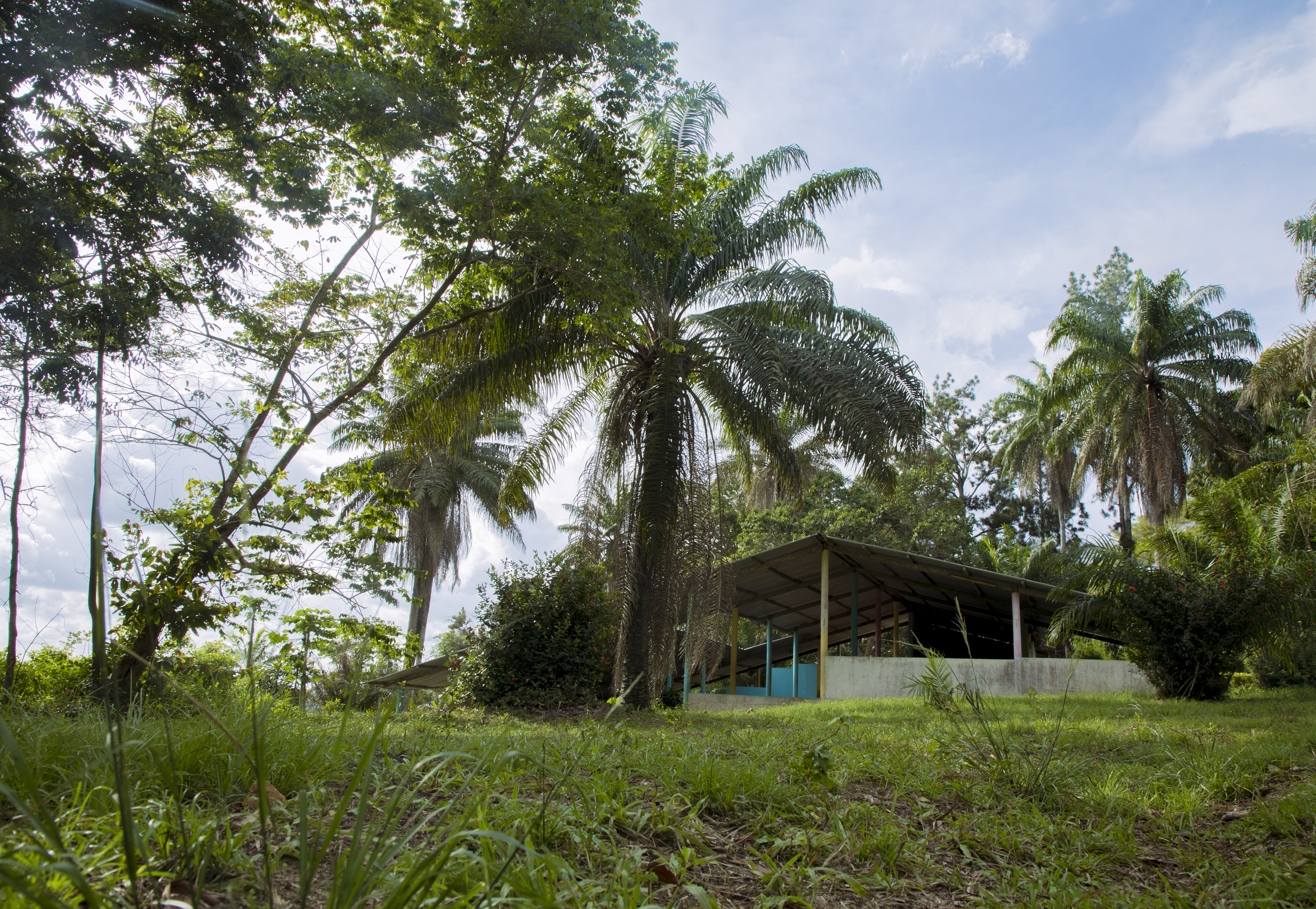
Parc M'ploussoué de Bonoua 25

Le parc M'ploussoué est un complexe socio-culturel de 16 hectares situé à Bonoua, conçu pour valoriser à la fois le patrimoine culturel et le patrimoine naturel de la région. Multifonctionnel, il accueille divers événements tels que des réunions, des visites touristiques, des retraites spirituelles, des conférences, des spectacles, des repas collectifs et le grand carnaval local. Le site comprend plusieurs infrastructures, dont un musée constitué de quatre salles d’exposition permanentes inspirées de l’architecture traditionnelle abouré, présentant la vie du peuple à travers des objets usuels, des insignes de pouvoir, des instruments de travail et des statuettes ; un théâtre de plein air en forme d’amphithéâtre de 2 000 places ; une salle de conférence ouverte sur les côtés couvrant 500 m² ; un bar-restaurant avec patio ; un centre artisanal encore non opérationnel ; un jardin botanique occupant les trois quarts du parc, où vingt-cinq espèces végétales réparties en seize familles ont été recensées ; ainsi que les espaces de Kodjoboué, du centre Don-Orione et du centre technique Don-Orione.

### Vie sportive
La ville dispose d'un stade municipal (Bonoua 1), ainsi que d'un club de football, le Bonoua Sports, qui évolue en Championnat de Division régionale, équivalent d'une « 4e division » ivoirienne.

### Gastronomie d'une cité de l'ananas et du manioc

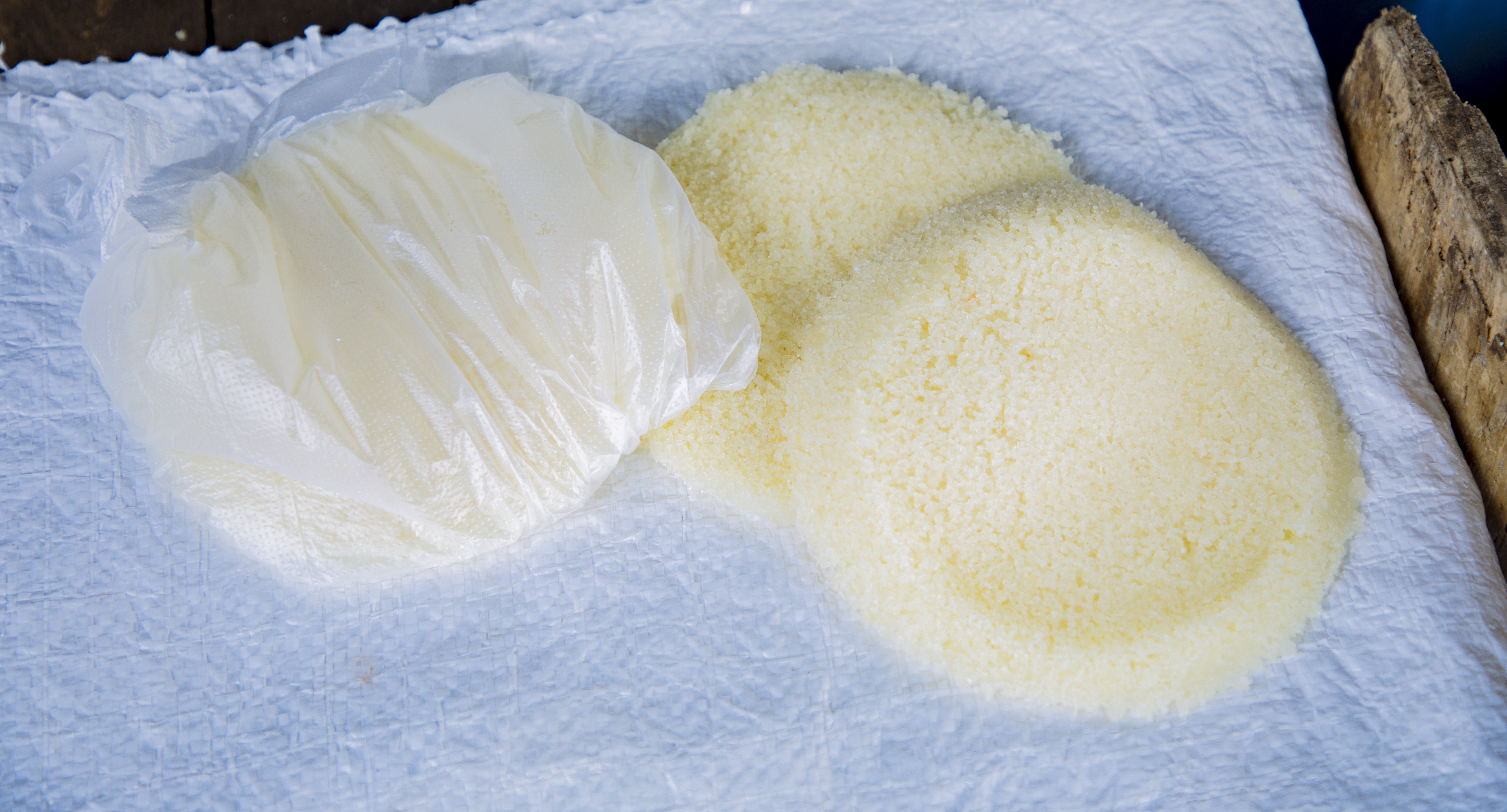
Galette d' Attoukpou, mets typique de la cuisine de Bonoua

La cuisine Abouré se distingue par une variété de mets traditionnels emblématiques tels que l'attiéké, semoule de manioc fermentée ; l'attoukpou, une pâte de manioc cuite à la vapeur ; le bêdê kouman, un plat à base de farine de Manioc ; l'édjin un plat à base de riz cuit avec du sel ou du sucre dans  des feuilles traditionnelles, le kôtôkô, plat d’accompagnement à base de manioc et  de banane plantain ; ainsi que l’ananas, fruit largement cultivé dans la région. À cela s’ajoutent des spécialités comme la sauce n'gbotta, une sauce épicée faite à base de graine  souvent accompagnée de tubercules ou de céréales, et le ôgba fié, un mets à base de banane plantain  non mûre. Le tout   dans un mélange aux ingrédients( poisson, piment, tomate, oignon…) et saveurs ancrés dans la tradition culinaire locale,.

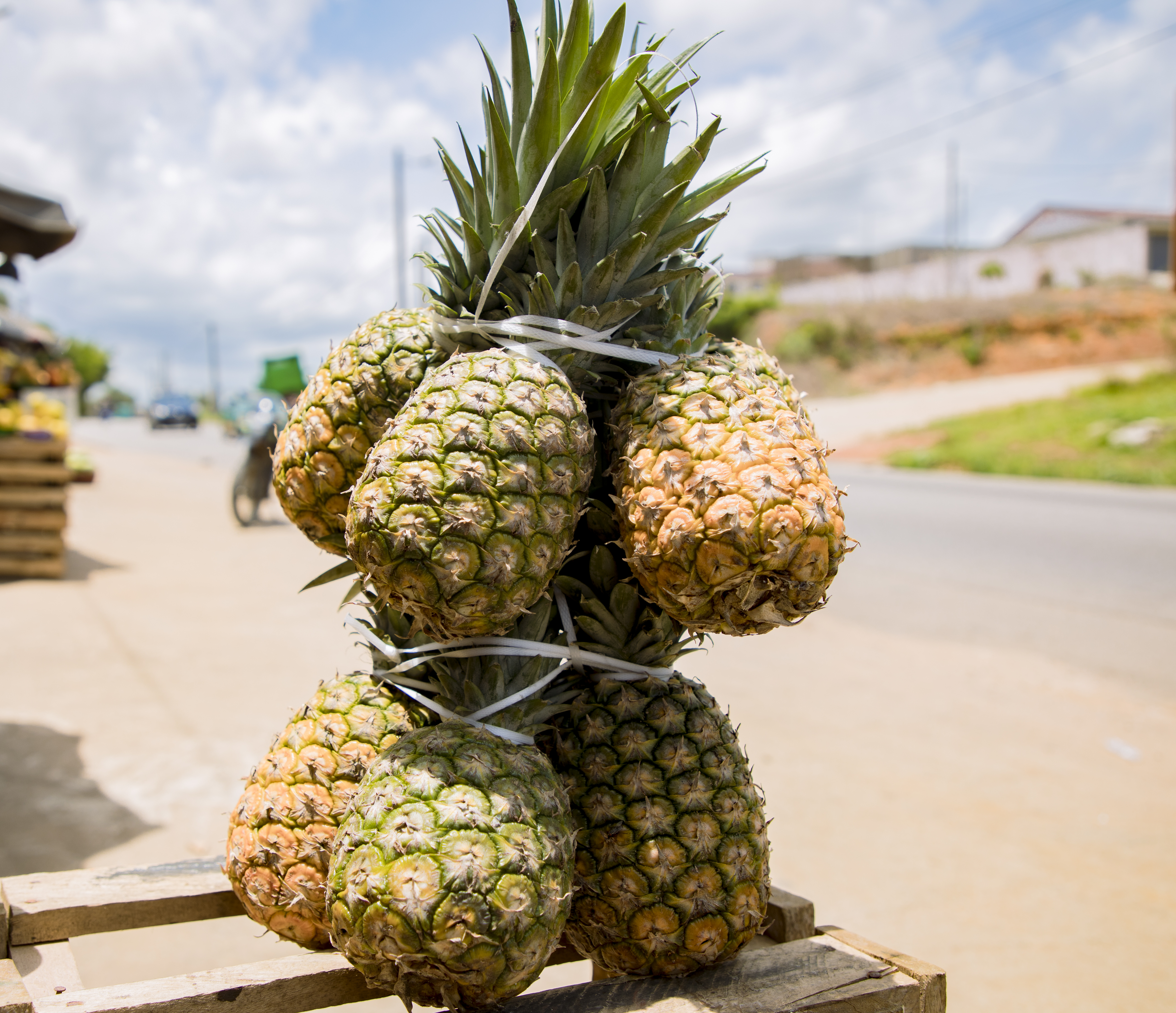
Un tas d'ananas dans la localité de Bonoua

## Voir également